# 김용헌 (법조인)
김용헌(金庸憲, 1955년 ~)은 광주고등법원장과 헌법재판소 사무처장 등을 역임한 법조인이다.

## 생애
1955년에 충청북도 영동군에서 태어난 김용헌은 서울고등학교와 서울대학교 법학과를 졸업하고 1978년 제20회 사법시험을 합격하고 사법연수원 11기를 수료했다.
1981년 판사에 임용되어 서울민사지방법원, 서울형사지방법원, 전주지방법원 군산지원, 서울지방법원 동부지원, 서울고등법원 등에서 판사를 지냈으며 법원행정처 조사 심의관과 청주지방법원 영동지원장을 거쳐 전주지방법원, 사법연수원 교수, 서울중앙지방법원, 대전고등법원, 서울고등법원 등에서 부장판사와 서울중앙지방법원민사수석, 서울고등법원 수석 부장판사를 하면서 각급 법원에서 민사·형사·행정 분야를 두루 거친 김용헌은 사건처리만이 아니라 분쟁을 해결하는 것을 재판의 목표라고 밝혔으며 실제로 조정 성공율이 높은 법관 중의 한명이다.
서울중앙지방법원 형사합의부 부장판사로 재직할 때, 정인봉 전 국회의원과 최열, 박원순, 지은희 등 시민단체 간부들의 공직선거법위반 사건은 물론 진승현, 정현준, 이경자 등 김대중 정부이후 각종 게이트 사건을 재판했다.
서울가정법원장으로 재직할 때 '모의 청소년 참여법정'과 '양육비 산정기준표'를 전국 법원에서 최초로 도입했으며, 서울 동대문구 서울보호관찰소에서 주최한 수강명령 프로그램에 참석해 보호처분을 받은 청소년을 대상으로 "'나는 무엇을 해도 안 돼’와 같은 패배주의적 태도, 매사를 비관적이고 부정적인 시각으로만 보는 비관주의적 태도 등은 아주 좋지 않은 태도"라며 "긍정적인 시각으로, 불굴의 정신력과 굳센 의지로, 적극적인 자세로 앞으로 나아가라"는 취지의 강연을 했다.
미국 워싱턴주립대 장기 해외연수를 다녀와 법원행정처에서 근무할 때는 대법원장의 통역을 전담하였다.
광주고등법원장으로 재직하고 있을 때 박한철 헌법재판소장이 취임한 직후에 헌법재판소 사무처장으로 임명되어 재직하다가 "김이수 헌법재판소장 임명동의안이 부결되고 이유정 헌법재판관 후보자가 인사청문 과정에서 사퇴한 것과 관련해 사무국을 관장하는 처장으로서 도의적 책임을 느낀다"며 "침체된 헌법재판소에 새로운 변화의 계기가 되기를 바라는 마음"이라고 하면서 사무처장에서 사퇴했다. 2017년 11월 8일에 있은 퇴임식에서 "그동안 정들었던 재판소 가족들과 이별한다고 생각하니 서운함과 아쉬움에 발걸음이 떨어질 것 같지가 않다”며 “재임 기간 헌재의 빛나는 업적에 벽돌 한 장이라도 더 보태야겠다는 의무감과 무거운 책임감을 느꼈다"고 했다.

## 주요 판결
- 서울지방법원 형사합의23부 재판장으로 재직하던 2001년 3월 15일에 혈중 알콜농도 0.246% 상태에서 음주운전과 난동을 벌인 혐의(특수공무집행방해치상죄등)로 구속기소돼 징역 3년이 구형된 롯데그룹 부회장의 장남인 신동학(32)에 대해 "음주운전하다 사고를 내고 도망치면서 두차례나 단속 경관을 차로 밀어내 전치12주 중상을 입혔다"며 "피해자들과 모두 합의가 이뤄졌지만 실형을 면할 수 없다"고 하면서 징역 2년을 선고했다.[5] 4월 12일에8244억원의 분식회계와 5544억원 대출사기를 했던 대우통신 사장 유기범에 대해 징역4년을 선고하면서 법인에는 벌금 2000만원, 이를 묵인한 김세경 회계사에 대해 징역2년 추징금 4억7085만원을 선고했다.[6] 4월 23일에 세금감면 청탁과 함께 의류업체로부터 뇌물을 받은 자민련 김범명의원에게  "돈이 입금된 사실을 몰랐던 3차례를 제외하고 8차례에 걸쳐 2억2200만원의 뇌물을 받은 사실이 인정된다 뇌물액수가 큰 만큼 전과가 없고 오랜 의정활동을 통해 사회에 기여한 사실을 감안하더라도 중형을 선고할 수밖에 없다"며 특가법 뇌물수수를 적용해 징역5년 추징금 2억2200만원을 선고했다.[7] 4월 25일에 회사공금유용, 불법대출,뇌물공여, 횡령 등 혐의로 정현준에게 "사설펀드를 조성하고 사기적인 주식공개매수를 했으며 불법대출을 해 800여 명의 투자자들에게 큰 피해를 입혀 거액의 공적자금을 투입하는 상황에 이르게 해 국민들의 부담을 크게 했다"며 징역10년 추징금10억원, 이경자에게 징역7년 추징금 5000만원을 선고했다.[8] 7월 12일에 대한민국 제16대 국회의원 선거에서 낙선운동을 주도한 최열, 지은희, 박원순 장원 대변인 등 총선연대 관계자에게 "시민단체의 선거운동을 제한하는 현행 선거법은 적법하다"고 하면서도 "피고인들이 그간 모범적으로 생활했고 총선연대의 활동에 호의적 평가가 있는 만큼 벌금형을 선고한다"며 각각 벌금 500만원을, 정대화,김기식,김해정에 대해 각각 벌금 3백만원을 선고했다.[9] 7월 19일에 국내 모 출판사 대표 송모씨에게 출판 비용일부를 제공하는 조건으로 조총련계 재일동포 김모씨가 저술한 `김정일의 군사전략'을 출간해 판매하도록 하면서 북한을 직접 방문해 북한 원전의 국내 출판문제를 협의하여 구속된 재미교포인 송학삼 뉴욕 민족통일학교장에 대해 징역 2년6월 집행유예 3년을 선고했다.[10] 7월 26일에 대한민국 제16대 국회의원 선거를 앞두고 서울 서초구 반포동 J주점에서 방송사 카메라 기자 4명에게 "당선될수 있도록 도와달라"며 460만원 상당의 향응을 제공하고 민방위 훈련장에서 명함을배포하는 등 혐의로 불구속기소된 정인봉 의원에 대해 벌금 700만원을 선고하면서 향응을 받은 카메라 기자 이모씨 등 2명에 대해선 벌금 150만원 추징금 88만여원을 선고하고 장모씨 등 2명은 선고를 유예했다.[11] 8월 14일에 신한국당 사무총장이던 한나라당 강삼재 의원으로부터 안기부 돈을 세탁해주는 대가로 2억원을 받은 특정경제범죄가중처벌법상 수재 혐의로 구속기소돼 징역 10년 추징금 2억원이 구형된 전 경남종금 서울지점장 주영도에 대해 징역 2년을 선고했다.[12] 10월 5일에  재단기금 208억원을 인출해 주식투자에 사용하고 고급빌라. 아파트, 외제승용차 등을 구입해 가족과 내연의 여자 등에게 나눠준 특정경제범죄가중처벌법상 횡령으로 구속기소된 삼성언론재단 과장 정준호에 대해 징역 8년 벌금 10억원을 선고하면서 삼성언론재단과 합의한 손해배상액 123억원도 지급하라고 판결했다.[13] 11월 29일에 열린금고 불법대출과 리젠트증권 주가조작(특정경제범죄가중처벌법상 배임 및 증권거래법 위반) 등으로 구속기소된 진승현 전 MCI코리아 부회장에 대해 검찰 구형량과 같은 징역 7년을 선고했다.[14] 12월 19일에 금융기관 관계자들에대한 대출 사례비 명목으로 인출한 회사돈을 개인적으로 유용한 업무상 횡령으로기소된 벤처기업 J사 전 재무이사에 대해 무죄를 선고했다.[15] 2002년 2월 7일에 평양축전 방북단 일원으로 북한을 방문해 북한 범민련 관계자 등과 방북목적에 없는 회의를 개최한 국가보안법위반으로 기소된 범민련 간부 2명에게 각각 징역 2년 6월 자격정지 2년 6월을 선고하고 나머지 4명에게는 집행유예를 선고했다.[16] 3월 14일에 태식으로부터 선거자금 명목으로 1억원을 받은 정치자금법 위반 등으로 구속기소돼 징역 2년 추징금 7천만원이 구형된 김현규 전 의원에게 징역 1년에 집행유예 2년 추징금 7천만원을 선고했다.[17] 3월 21일에  패스21의 홍보성 기사를 써주는 대가로 윤태식으로부터 주식 등 2억원대의 금품을 받은 배임수재로 구속기소된 모 경제지 전 부장 최영규에게 징역 2년과 몰수 300주, 추징금 5천만원을, 다른 경제지 전 부장 민호기에게는 징역 2년과 몰수 1천300주, 추징금 900만원을 각각 선고했다.[18] 10월 10일에 지 김(한국명 김옥분)을 홍콩에서 살해한 뒤 납북 미수사건으로 위장한 혐의 등으로 구속기소된 윤태식에게 살인 혐의에 대해서는 징역 15년을, 사기 혐의는 징역 1년을, 뇌물공여 혐의 등에 대해서는 징역 2년을 각각 선고했다.[19] 11월 11일에 체육복표사업자 청탁 대가로 타이거풀스로부터 주식 6만6천주를 받는 등 업체로부터 36억9400만원 상당의 금품을 받은 혐의 등으로 기소돼 징역 4년이 구형된 김홍걸에게 징역 2년 집행유 3년 추징금 2억원을 선고해 석방했다.[20] 11월 15일에 9월초 A당 대통령 후보가 선거에서 낙선할 것이란 내용을 담은 예언서 형식의 책자 6천부를 출간해 전국 1천여 서점에 배포하고 일간지와 인터넷 신문 등을 통해 광고한 대선후보의 명예를 훼손한 혐의로 기소된 전모(48.무직)씨와 출판사 대표 백모(60)씨에 대해 각각 징역10월을 선고했다.[21] 2003년 1월 17일에  인사청탁 대가로 부하 직원 6명으로부터 2600만원을 받은 혐의로 구속되었다가 보석으로 석방된 김길부 전 병무청장에게 징역 2년 집행유예 3년,추징금 2600만원을 선고했다.[22]

- 서울고등법원 행정6부 재판장으로 재직하던 2009년 9월 7일에 경기 이천소방서 소방관이 경기도지사를 상대로 낸 파면처분 취소 청구소송에서 비록 냉동창고 화재로 50여명의 사상자가 발생했다고 해도, 소방관의 금품 수수로 인해 화재가 발생했다고 볼 아무런 자료가 없다"며 1심과 같이 원고 승소 판결했다.[23]전 감사원 직원 현준희가 파면처분이 부당하다며 낸 소송의 재심에서 "폭로 내용이 진실이라고 해도 공무원으로서 직무와 관련된 정보를 누설했고 정보를 공개할 경우 소정 절차를 거쳐야 한다는 내부 규정을 위반한 것이 명백하다"며 원고 패소 판결했다.[24]